# Michael Frater
Michael Frater (ur. 6 października 1982 w Manchesterze) – jamajski sprinter.
Złoty medalista igrzysk olimpijskich w Londynie oraz mistrzostw świata w Daegu (w konkurencji sztafety 4 × 100 metrów). W Londynie reprezentacja Jamajki z czasem 36,84 s poprawiła swój własny rekord świata.
Poza występem olimpijskim w Londynie, startował bez większych sukcesów na igrzyskach w Atenach i Pekinie.

## Sukcesy
| Rok  | Zawody                                | Miasto        | Miejsce | Konkurencja        | Czas  |
| ---- | ------------------------------------- | ------------- | ------- | ------------------ | ----- |
| 1999 | Mistrzostwa Świata Juniorów Młodyszch | Bydgoszcz     |         | 4 × 100 m          | 40,03 |
| 2002 | Igrzyska Wspólnoty Narodów            | Manchester    |         | 4 × 100 m          | 38,62 |
| 2003 | Igrzyska Panamerykańskie              | Santo Domingo |         | 100 m              | 10,21 |
| 2005 | Mistrzostwa Świata w Lekkoatletyce    | Helsinki      |         | 100 m              | 10,05 |
| 2006 | Igrzyska Wspólnoty Narodów            | Melbourne     |         | 4 × 100 m          | 38,36 |
| 2007 | Mistrzostwa Świata                    | Osaka         |         | 4 × 100 m          | 37,89 |
| 2007 | Światowy Finał IAAF                   | Stuttgart     |         | 100 m              | 10,11 |
| 2008 | Letnie Igrzyska Olimpijskie           | Pekin         | 6.      | 100 m              | 9,97  |
| 2008 | Światowy Finał IAAF                   | Stuttgart     |         | 100 m              | 10,10 |
| 2009 | Mistrzostwa Świata                    | Berlin        |         | 4 × 100 m          | 37,31 |
| 2011 | Mistrzostwa Świata                    | Daegu         |         | sztafeta 4 × 100 m | 37,04 |
| 2012 | Igrzyska olimpijskie                  | Londyn        |         | Sztafeta 4 × 100 m | 36,84 |

Medalista mistrzostw Jamajki.

## Rekordy życiowe
- bieg na 100 metrów: 9,88 sek. (2011)
- bieg na 200 metrów: 20,63 sek. (2002)

## Najlepsze rezultaty według sezonów[1]

### 100 m
| Sezon | Rezultat | Miejsce    | Data       |
| ----- | -------- | ---------- | ---------- |
| 2012  | 9,94     | Kingston   | 29/06/2012 |
| 2011  | 9,88     | Lozanna    | 30/06/2011 |
| 2010  | 9,98     | Rieti      | 29/08/2010 |
| 2009  | 10,02    | Kingston   | 27/06/2009 |
| 2008  | 9,97     | Pekin      | 16/08/2008 |
| 2007  | 10,03    | Rieti      | 09/09/2007 |
| 2006  | 10,06    | Gateshead  | 11/06/2006 |
| 2005  | 10,03    | Ateny      | 14/06/2005 |
| 2004  | 10,06    | Austin     | 11/06/2004 |
| 2003  | 10,13    | Lincoln    | 30/05/2003 |
| 2002  | 10,21    | Louisville | 09/05/2002 |
| 2001  | 10,26    | Arlington  | 05/05/2001 |
| 2000  | 10,46    | Santiago   | 18/10/2000 |